# Makoto Fukōin
Makoto Fukōin (japanisch 普光院 誠 Fukōin Makoto; * 20. Mai 1993 in Fukuoka) ist ein japanischer Fußballspieler.

## Karriere
Fukōin erlernte das Fußballspielen in der Schulmannschaft der Chikuyo Gakuen High School und der Universitätsmannschaft der Kanto-Gakuin-Universität. Seinen ersten Vertrag unterschrieb er 2016 beim SC Sagamihara. Der Verein aus Sagamihara spielte in der dritten japanischen Liga, der J3 League. Für den Verein absolvierte er 52 Drittligaspiele. 2018 wechselte er nach Numazu zum Ligakonkurrenten Azul Claro Numazu. Hier stand er 92-mal in der dritten Liga auf dem Spielfeld. Der Zweitligaaufsteiger Blaublitz Akita nahm ihn im Januar 2021 für zwei Spielzeiten unter Vertrag. Für den Klub aus Akita  bestritt er 38 Zweitligaspiele. Zu Beginn der Saison 2023 wechselte er zum Drittligisten Gainare Tottori.